# Idarnes barbigera
Idarnes barbigera är en stekelart som beskrevs av Gordh 1975. Idarnes barbigera ingår i släktet Idarnes och familjen fikonsteklar.
Artens utbredningsområde är Costa Rica. Inga underarter finns listade i Catalogue of Life.